# الجمعية الفلكية الملكية
الجمعية الملكية الفلكية (RAS) هي جمعية علمية ومؤسسة خيرية تشجع على دراسة علم الفلك وعلوم الأنظمة الشمسية والجيوفيزياء وفروع العلوم الأخرى ذات الصلة بالعلوم السابقة. ويقع مقرها في بناء (بيرلينغتن هاوس) في ساحة (بيكاديلي) في العاصمة البريطانية لندن. تضمّ الجمعية أكثر من 4000 عضو، يطلق عليهم اسم «الزملاء»، ومعظمهم من الباحثين المحترفين أو طلاب الدراسات العليا. يعيش حوالي ربع الزملاء خارج المملكة المتحدة. قد يصبح أفراد الجمهور -الذين لديهم اهتمام بعلم الفلك والجيوفيزياء ولكنهم غير مؤهلين ليصبحوا زملاء- أصدقاءاً للجمعيّة الفلكية البريطانية (RAS).
تعقد الجمعيّة اجتماعاتٍ علميّةٍ شهريّةٍ في لندن، وتعقد أيضاً اجتماع الفلك الوطني السنوي في مواقع مختلفة من الجزر البريطانية. تنشر (RAS) المجلّات العلميّة التالية: (الإشعارات الشهرية للجمعية الفلكية الملكية) و (المجلة الجيوفيزيائية الدولية)، ومجلة (علم الفلك والجيوفيزياء) التجارية.
تحتفظ الجمعيّة الفلكيّة الملكيّة بمكتبة أبحاث علم الفلك، وتشارك حكومة المملكة المتّحدة في التوعية العامة والنصائح حول التعليم الخاصّ بعلم الفلك. ويعترف المجتمع الدولي بإنجازات الجمعية في مجال علم الفلك والجيوفيزياء من خلال إصدار جوائز ومكافآات سنويّة، وأهمّ جائزة هي الميدالية الذهبية للجمعية الفلكية الملكية. RAS هي منظمة بريطانية منضمّة إلى الاتحاد الفلكي الدولي وعضو في مجلس العلوم في المملكة المتحدة.
تأسست الجمعية في عام 1820 باسم (الجمعية الفلكية في لندن) بهدف دعم البحث الفلكيّ. في ذلك الوقت، كان معظم الأعضاء «فلكيين نبلاء» وليسوا محترفين. أصبحت تحمل اسم (الجمعيّة الفلكية العلميّة) في عام 1831 عند حصولها على ميثاق ملكي من الملك وليام الرابع. وفَتح الميثاق التكميلي الزمالة للنساء في عام 1915.

## المنشورات
واحدة من الأنشطة الرئيسيّة للـ (RAS) هي نشر المجلات التي تراجع المقالات العلميّة. وتنشر الجمعيّة مجلتيّ أبحاث أساسيّتين، (الإشعارات الشهرية للجمعية الفلكية الملكية) في علم الفلك و (المجلة الجيوفيزيائية الدولية) في علم الجيوفيزياء بالاشتراك مع (الجمعيّة الألمانية للجيوفيزياء). كما تنشر مجلة (A & G) التي تتضمّن المراجعات العلميّة وغيرها من المقالات ذات الأهمّية العلمية الواسعة بتنسيق مُبهر. القائمة الكاملة للمجلات المنشورة (حاليًا وتاريخيًا) بواسطة (RAS)، مع الاختصارات المستخدمة في رموز NASA ADS الببليوجرافية:
- مذكّرات الجمعيّة الفلكيّة الملكيّة (MmRAS): 1822–1977 [4]
- الإشعارات الشهريّة للجمعيّة الفلكيّة الملكيّة (MNRAS): منذ عام 1827
- الملحق الجيوفيزيائي للإشعارات الشهريّة (MNRAS): 1922-1957
- المجلة الجيوفيزيائية (GeoJ): 1958-1988
- المجلّة الجيوفيزيائة الدّوليّة (GeoJI): منذ عام 1989 (يستمر ترقيم المجلد من GeoJ)
- المجلّة ربع السنويّة للجمعيّة الملكيّة الفلكيّة (QJRAS): 1960-1996
- علم الفلك والجيوفيزياء (A & G): منذ عام 1997 (يستمر ترقيم المجلّد من QJRAS)

## العضوية

### الزملاء
جميع أعضاء الجمعيّة الفلكيّة الملكيّة يحملون لقب «زميل»، واختصاراً (FRAS). الزمالة مفتوحة لأيّ شخص فوق سن 18 سنة والذي يعتبر مقبولاً من قبل الجمعيّة. لا توجد مؤهّلات رسميّة مطلوبة للزمالة في الجمعية نتيجة لتأسيسها في وقت سابق قبل وجود العديد من الفلكييّن المحترفين. ومع ذلك، فإنّ حوالي ثلاثة أرباع الزملاء من الفلكيين أو الجيوفيزيائيين المحترفين. تعمل الجمعية كجسم مهني للفلكيّين والجيوفيزيائيين في المملكة المتحدة، ويمكن للزملاء التقّدم للحصول على مرتبة «عالِم كفؤ للمجلس العلميّ» من خلال الجمعيّة. تجاوز عدد الحاملين للقب الزميل في الجمعية الـ 3000 عام 2003م.

### الأصدقاء
في عام 2009 تم إطلاق مبادرة لأولئك الذين لديهم اهتمام في علم الفلك والجيوفيزياء ولكنّهم لا يحملون مؤهّلات مهنيّة أو معرفة متخصّصة في هذا الموضوع. باستطاعة هؤلاء الأشخاص الانضمام إلى أصدقاء (RAS)، ويستطيعون بذلك حضور النقاشات العامّة والزيارات والأحداث الاجتماعية الأخرى.

## الاجتماعات
تنظم الجمعية برنامجًا موسعًا للاجتماعات:
يُقام أكبر اجتماع لـ RAS)) بشكل سنوي ويسمّى (الاجتماع الوطنيّ الخاص بعلم الفلك)، وهو مؤتمر كبير لعلماء الفلك المحترفين. يتم عقده على مدى 4-5 أيام كل ربيع أو بداية الصيف، ويُعقد عادةً في حرم جامعي في المملكة المتحدة. ويحضره مئات من علماء الفلك كل عام.
هناك لقاءات «عادية» أصغر وأكثر تواتراً وهي تضُم محاضراتٍ عن مواضيعَ بحثيّةٍ في علمي الفلك والجيوفيزياء، غالباً ما يقدّمها الفائزون بجوائز الجمعيّة. وتعقد عادةً في بناء (بيرلينغتون هاوس) في لندن بعد ظهر الجمعة الثانية من كل شهر من تشرين الأول/أكتوبر إلى أيّار/مايو. وتهدف المحادثات لأن تكون متاحةً لجمهور واسعٍ من الفلكييّن والجيوفيزيائيّين، ومن حقّ أيّ شخص حضور هذه المحادثات (وليس فقط أعضاء المجتمع). وتُنشر التقارير الرسمية للاجتماعات في (مجلة المرصد).
تعقد اجتماعات المناقشة المتخصّصة في نفس اليوم الذي يعقد فيه كلّ اجتماع اعتيادي. وهي تستهدف العلماء المتخصّصين في مجال بحثيّ معيّن، وتسمح لعدة متحدّثين بتقديم نتائج أو مراجعات جديدة للمجالات العلمية. عادةً ما يتمّ عقد اجتماعين للمناقشة حول مواضيع مختلفة (واحد في علم الفلك وواحد في الجيوفيزياء) في وقتٍ واحد في مواقع مختلفة داخل بناء (بيرلينغتون هاوس) في لندن، قبل الاجتماع الاعتيادي لهذا اليوم. وهي مجانيّة لأعضاء المجتمع، ولكنّها تفرض رسوم دخول صغيرة لغير الأعضاء.
تقيم (RAS) برنامجًا منتظمًا للمحاضرات العامّة الموجّهة للجمهور العامّ وغير المتخصص. وتعقد هذه المحاضرات في الغالب في أيام الثلاثاء مرة كل شهر، وتقدّم مرّتين نفس اليوم مرة في وقت الغداء ومرة في وقت مبكّر من المساء مع اختلاف الأماكن، ولكن عادة ما تكون في (بيرلنغتون هاوس) أو في مكان قريب آخر في وسط لندن. المحاضرات تكون بشكلٍ مجانيّ، على الرغم من أنّ بعض الجلسات الشعبيّة تتطلّب الحجز المسبق.
تستضيف الجمعية أحيانًا اجتماعات في أجزاء أخرى من المملكة المتحدة أو تقوم برعايتها، وغالبًا ما يكون ذلك بالتعاون مع الجمعيّات العلميّة الأخرى والجامعات.

## المكتبة

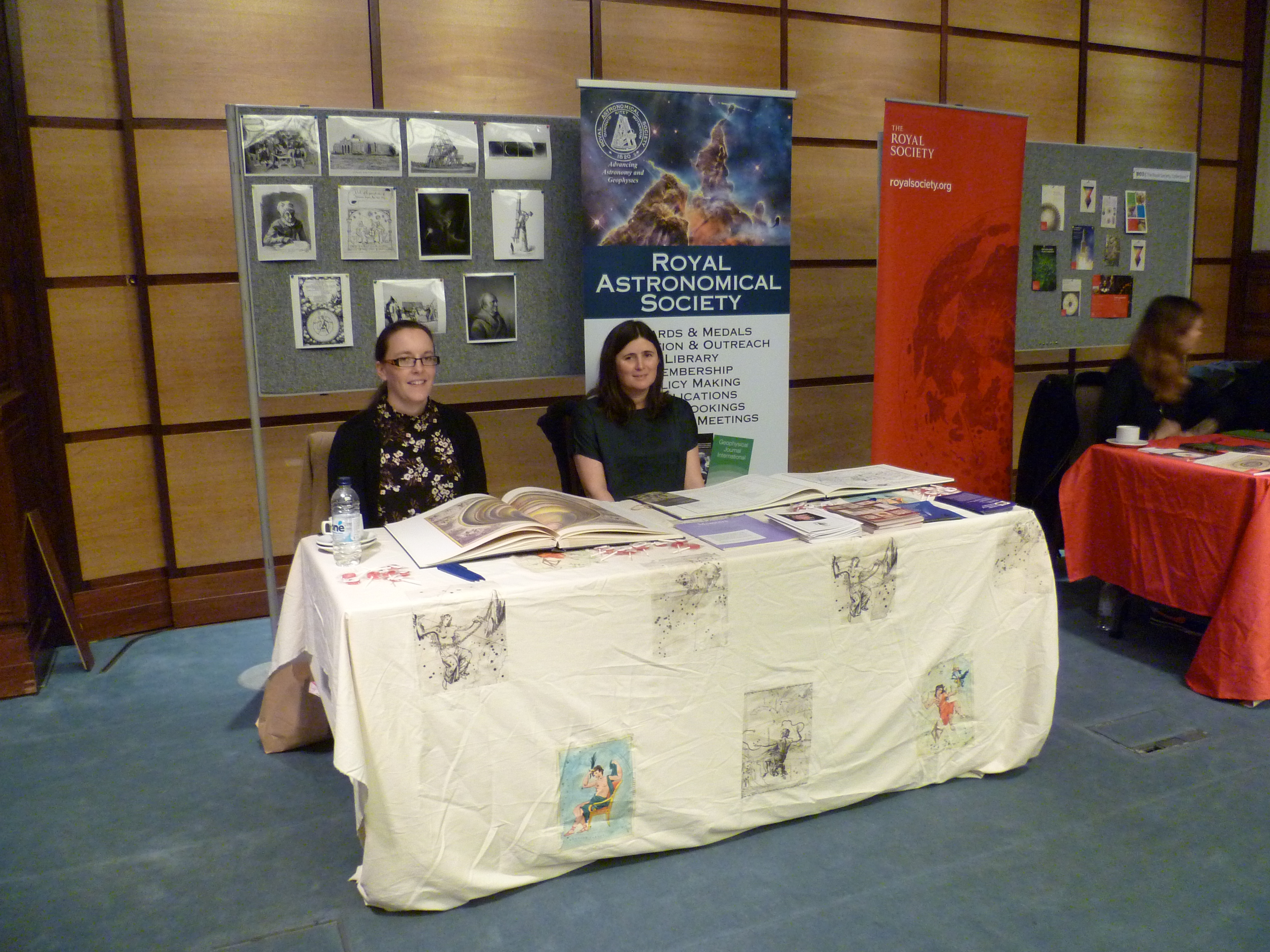
الجمعية الفلكية الملكية في (يوم التاريخ) الخاصّ بجامعة لندن ، 2016عام

تمتلك الجمعية الفلكيّة الملكيّة مجموعة شاملة من الكتب والمجلات في مجالي علم الفلك والجيوفيزياء بأعداد أكبر من مكتبات معظم الجامعات ومؤسسات الأبحاث. تستقبل المكتبة حوالي 300 مجلّة متداولة في مجالي علم الفلك والجيوفيزياء وتحتوي على أكثر من 10000 كتاب متنوّعة من الكتب الشعبية إلى محاضر المؤتمرات. تأتي مكتبة الجمعية الفلكيّة الملكيّة في المرتبة الثانية بعد المرصد الملكي الذي مقره في مدينة (ادينبيرغ) في المملكة المتحدة من حيث عدد الكتب الفلكية النادرة. تعدّ مكتبة (RAS) مصدراً رئيسياً ليس للجمعيّة فحسب، بل للمجتمع الواسع من الفلكيّين والجيوفيزيائيّين والمؤرّخين.

## التعليم
تشجّع الجمعيّة العامّة على التعرّف على علم الفلك من خلال صفحات التّوعية الخاصّة بهم التي توزّع على الطلّاب والمعلّمين والعامّة والعاملين في مجال الإعلام والبحث العلميّ. وتملك (RAS) دور استشاري فيما يتعلّق بالفحوصات العامّة في المملكة المتحدة، مثل (GCSEs) و (A Levels).

## المجموعات المرتبطة
ترعى RAS عدّة مجموعات محلّيّة، العديد منها في مناطق متعددة التخصّصات حيث يتم رعاية المجموعة بشكل مشترك من قبل جمعية علمية أو هيئة مهنية أخرى:
- جمعية علماء الأحياء المائية في بريطانيا (مع معهد علم الأحياء الفضائي التابع لناسا)
- جمعيّة الفيزياء الفلكية (مع معهد الفيزياء)
- جمعيّة الكيمياء الفلكية (مع الجمعية الملكية للكيمياء)
- المنظّمة الجيوفيزيائية البريطانية (مع الجمعية الجيولوجية في لندن)
- مجموعة الغلاف المغنطيسي الأيوني وعلم الفيزياء الشمسيّة الأرضيّة (المعروفة عمومًا بالاختصار MIST)
- منتدى الكواكب في المملكة المتّحدة
- مجموعة الفيزياء الشمسية في المملكة المتّحدة

## الرؤساء
أوّل شخصٍ حمل لقب رئيس الجمعية الفلكية الملكية كان (وليام هيرشل)، على الرغم من أنّه لم يرأس اجتماعًا واحداً أبداً، ومنذ ذلك الحين شغل هذا المنصب العديد من علماء الفلك البارزين. كان لهذا المنصب عمومًا فترة ولاية مدّتها عامان، لكنّ بعض الرؤساء استقالوا بعد عامٍ واحد فقط، بسبب سوء الصحة على سبيل المثال. سجّل كل ٌّمن (فرانسيس بيلي) و (جورج ايري) رقماً قياسيا بعدد مرّات الانتخاب كرئيس للجمعية الفلكيّة الملكيّة بأربع مرات لكلّ منهما. فقد شغل بيلي ثمانية سنوات في منصب رئيس الجمعية بينما خدم (إيري) لمدة سبعة سنوات. ولم يُشغل المنصب لمدة تزيد عن عامين اثنين من قبل أحد بالمجمل منذ عام 1876.
الرئيس الحالي هو (مايك كروز)، الذي تم انتخابه للفترة 2018-2020.

## الجوائز
أعلى جائزة من الجمعية الفلكية الملكية هي ميداليتها الذهبية، والتي يمكن منحها لأي غرض من الأغراض، ولكن في معظم الأحيان تُعطى لإنجاز غير عادي مدى الحياة. من بين المتلقين المعروفين لدى عامة الناس، ألبرت أينشتاين في عام 1926، وستيفن هوكينج في عام 1985.
الجوائز الأخرى هي لموضوعات معيّنة في بحوث علم الفلك أو الجيوفيزياء، والتي تشمل ميدالية إيدنجتون، ميدالية هيرشل، ميدالية تشابمان وميدالية برايس. بالإضافة إلى الجوائز الخاصّة بالأبحاث، هناك جوائز محدّدة للتدريس المدرسي (باتريك مور ميدال)، والتوعية العامة (ميدالية آني ماندر)، والأجهزة (ميدالية جاكسون-غويلت) وتاريخ العلوم (ميدالية آجنس ماري كليرك). تشمل المحاضرات محاضرة هارولد جيفريز في الجيوفيزياء، ومحاضرة جورج داروين في علم الفلك، ومحاضرة جيرالد ويترو في علم الكونيات.

## نشاطات أخرى

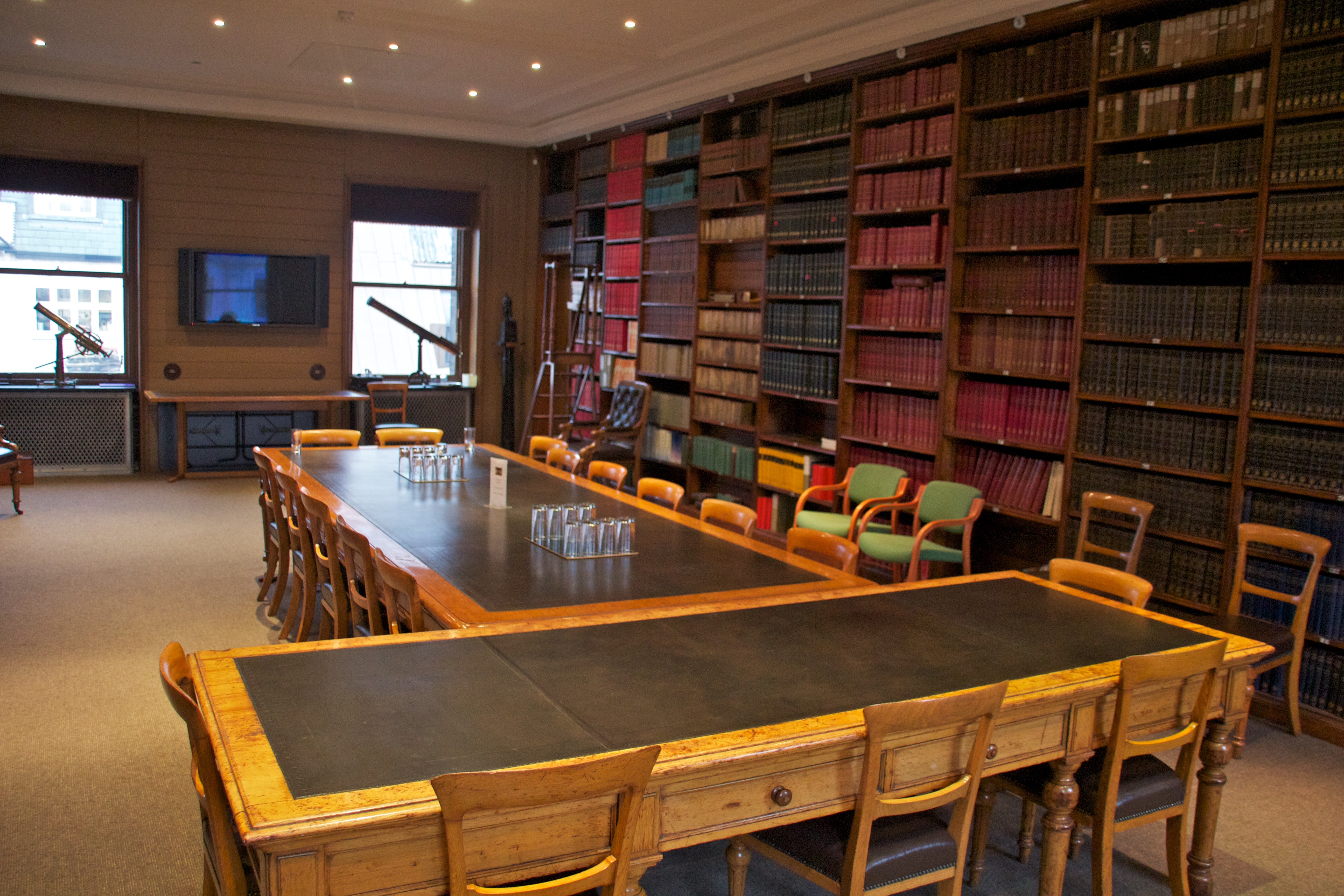
قاعة المجلس في الجمعية الفلكية الملكية: مركز الأنشطة العلمية والإدارية

تقعُ الجمعية في مبنى (بيرلنغتون هاوس) في لندن، حيث تتوفر فيها مكتبة وغرف اجتماعات للزملاء والأطراف المعنية الأخرى. تمثّل الجمعيّة مصالح علم الفلك والجيوفيزياء الإقليمية والوطنية في المملكة المتحدة والحكومة الأوروبية والهيئات ذات الصلة، وتحوي على مكتبٍ صحفيّ والذي يبقى من خلاله الإعلام والجمهور بشكل عام على علم بالتطورات في هذه العلوم. تخصّص الجمعيّة عدداً من المنح لقضايا جديرة بالاهتمام في علم الفلك والجيوفيزياء، وتساعد في إدارة صندوق بانث ترست.